# 전방십자인대부상
전방 십자 인대 부상은 전방 십자 인대가 늘어나거나 부분적으로 찢어지거나 완전히 파열되어 발생한다. 가장 흔한 부상은 완전 파열이다. 증상으로는 통증, 손상 과정에서 투둑 소리, 무릎관절의 불안정, 관절 부종이 나타난다. 붓기는적으로 몇 시간 이내에 나타난다. 약 50%의 경우, 무릎 주위 인대, 연골, 수막 등의 다른 구조물이 손상된다.
기본 메커니즘은 종종 급격한 방향 변화, 갑작스러운 정지, 점프 후 착지 또는 무릎에 직접 접촉하는 것을 포함한다. 운동 선수, 특히 알파인 스키, 축구, 축구 또는 농구에 참여하는 선수에게 더 흔하다. 진단은 일반적으로 신체 검사에 의해 이루어지며 때로는 자기공명영상(MRI)에 의해 지원되기도 한다. 신체검사에서 무릎 관절 주위가 부드러워지고 무릎 운동 범위가 줄어들며 관절이 이완되는 경우가 많다.
예방은 신경근육훈련과 코어강화에 의해 이루어진다. 치료 권고안은 원하는 활동 수준에 따라 달라진다. 미래 활동 수준이 낮은 경우, 가새 및 물리 요법을 포함한 비수술적 관리로 충분할 수 있다. 활동 수준이 높은 경우에는 관절 전측 십자 인대 재구성을 통한 수술 수리가 권장된다. 이것은 신체의 다른 부위 또는 시체에서 채취한 힘줄로 교체하는 것을 포함한다. 수술재활에 따른 관절운동의 범위가 서서히 넓어지고 무릎근육이 강화된다. 수술은 일반적으로, 권장되는 경우, 부상의 초기 염증이 해결될 때까지 수행되지 않는다.
미국에서는 매년 약 20만 명의 사람들이 영향을 받는다. 일부 스포츠에서는 여성이 ACL 부상의 위험이 높은 반면, 다른 스포츠에서는 성별이 동등하게 영향을 받는다. 수술을 받지 못한 많은 사람들은 운동을 할 수 없고 골관절염에 걸릴 수 있다.

## 징후와 증상
한 개인이 ACL 부상을 입었을 때, 그들은 무릎에서 "팝"을 듣고 나서 고통과 붓기를 들을 수 있다. 또한 걷기를 재개하면 무릎의 불안정과 기타 활동을 경험할 수 있는데 인대가 더 이상 무릎 관절을 안정시킬 수 없고 경련이 앞으로 미끄러지지 않도록 하기 때문이다.
무릎 운동 범위 감소와 관절 선 주변의 부드러움 또한 급성 ACL 부상의 일반적인 증상이다. 통증과 붓기는 저절로 가라앉을 수 있지만, 무릎은 불안정하게 유지되고 치료 없이 운동으로 복귀하면 무릎이 더 많이 손상될 수 있다.

## 원인
ACL 부상은 다음과 같은 상황에서 발생할 가능성이 가장 높다.
신속하게 방향 변경("컷핑"이라고도 함)
점프에서 어색하게 착지
주행 시 갑자기 중지됨
무릎에 직접 접촉 또는 충돌(즉, 축구 태클 또는 자동차 충돌 중)
이 동작들의 경골이 대퇴골에서 빠르게, 무릎에 변형을 전환하는 것을 초래하며 잠재적으로 ACL의 파열에 이르는 합동.

### 여성의 우세
여자 선수들은 같은 특정 스포츠를 하는 남자들에 비해 절단과 점프를 포함하는 스포츠에서 ACL을 두 배에서 여덟 배 더 많이 긴장시킬 가능성이 있다. NCAA 데이터는 다음과 같이 1000명의 선수 피폭당 부상 비율을 알아냈다.
남자농구 0.07, 여자농구 0.23
남자 라크로스 0.12, 여자 라크로스 0.17
남자 축구 0.09, 여자 축구 0.28
여자 ACL 부상 비율이 가장 높았고, 선수 1000명당 부상률은 0.33명이었다. ACL 부상률이 가장 높은 4개 종목 중 3개가 여자 체조, 농구, 축구였다.
잠재적 원인으로 확인된 남성과 여성 사이의 차이는 무릎 관절의 능동적인 근육 보호, 다리/팔꿈치 정렬의 차이, 그리고 에스트로겐과 이완제의 호르몬 활동 차이로 인한 상대적인 인대 이완이다.

## 지배 이론
일부 연구는 여성들을 ACL 부상 발생률이 더 높은 네 가지 신경근육체 불균형이 있다고 제안했다. 여자 선수들은 상대적으로 무릎을 곧게 펴고 서로 앞으로 쓰러질 가능성이 높은 반면, 체중의 대부분은 한 발로 넘어지고 상체는 한쪽으로 기울어진다. 이러한 불균형을 더 설명하기 위해 몇 가지 이론이 설명되었다. 인대 우위, 사분비대 우위, 다리 우위, 트렁크 우위 이론 등이 여기에 포함된다.
인대 지배 이론은 여자 선수들이 점프 후에 착지할 때, 그들의 근육은 지면의 충격을 충분히 흡수하지 못한다는 것을 암시한다. 결과적으로, 무릎의 인대는 힘을 흡수해야 하고, 부상의 위험이 더 높다. 쿼드라이스프 우세란 여성 선수가 무릎 관절을 안정화시키기 위해 사분지 근육을 우선적으로 사용하는 경향을 말한다. 사분지 근육이 경련을 앞으로 당기는 작용을 하는 경우, 사분지 수축이 ACL에 무리를 줄 수 있어 부상의 위험이 증가한다.
다리가 우세하다는 것은 여성들이 한 쪽 다리에 다른 쪽 다리보다 더 많은 무게를 두는 경향이 있다는 관찰을 말한다. 마지막으로, 트렁크의 우세(Measuring Dominant)는 일반적으로 남성들이 내부 사선근육의 더 큰 활성화로 입증되는 성능 상황에서 트렁크를 더 잘 통제한다는 것을 나타낸다. 여자 선수는 상체가 한쪽으로 기울어져 있고 한쪽 다리가 다른 쪽보다 무거워 무릎에 더 큰 회전력을 가한다.

### 호르몬적 차이
사춘기 이전에 성별 간 ACL 부상 빈도에서 관찰된 차이는 없다. 특히 월경주기 동안 여성의 에스트로겐과 이완의 증가된 수치의 성호르몬 수치의 변화는 ACL 파열의 원인이 되는 것으로 가정되었다. 이는 무릎 관절 주변의 연조직의 이완과 확장 가능성을 증가시킬 수 있기 때문이다.
게다가, 여성 골반은 성호르몬의 영향을 통해 사춘기 동안 더 넓어진다. 이 더 넓은 골반은 대퇴골을 무릎 쪽으로 향하게 해야 한다. 무릎에 대한 이 각도를 Q각이라고 한다. 남성의 평균 Q각은 14도, 여성의 평균 Q각은 17도다. 이러한 Q 각도를 줄이기 위한 조치를 취할 수 있다(예: 정형외과 사용). 여성의 엉덩이가 비교적 넓고 Q 각도가 넓어지면 여성의 ACL 부상 가능성이 높아질 수 있다.

### ACL, 근육 강성 및 강도
사춘기 동안, 성호르몬은 또한 몸 전체에 걸쳐 연조직의 변형된 형태에도 영향을 미친다. 조직 개조는 더 낮은 하중에서 더 작고 실패할 여성 ACL과 남성과 여성 사이의 인대 및 근육 강성의 차이를 초래한다. 근육 활동 중에는 여성의 무릎이 남성보다 덜 뻣뻣하다. 덜 뻣뻣한 무릎에 가해진 힘은 ACL 부상으로 이어질 가능성이 더 높다.
게다가 사골 대퇴골 근육은 ACL에 대한 길항제다. 미시건 대학의 여성 운동선수들을 대상으로 한 연구에 따르면, 31퍼센트의 여성 운동선수들이 남성들의 17퍼센트와 비교하여 먼저 사분비 대퇴근을 모집했다. 신체 활동 중 대퇴골 근육의 수축이 증가하기 때문에, "전면 번역"으로 인해 ACL에 긴장감이 증가한다.

## 병리생리학
무릎 관절은 대퇴골(대퇴골), 경골(신골), 사타골(kneecap) 등 세 개의 뼈로 형성된다. 이 뼈들은 한 개인이 걷고, 뛰고, 점프하는 동안 관절을 안정적으로 유지하는 튼튼한 조직띠인 인대에 의해 결합된다. 무릎에는 두 가지 유형의 인대가 있다: 측부 인대와 십자가 인대.
측부 인대는 중측부 인대(무릎 안쪽에서)와 측면 또는 섬유 측면부 인대(무릎 바깥쪽에서)를 포함한다. 이 두 인대는 무릎의 측면 이동을 제한하는 기능을 한다.
십자가 인대는 무릎 관절 안쪽에 "X"를 형성하며, 전전측 십자 인대는 경골 전면에서 대퇴골 후면으로, 후측 십자 인대는 대퇴골 후면에서 대퇴골 전면으로 이동한다. 전방 십자 인대는 대퇴골 앞에서 경골의 미끄러짐을 방지하고 회전 안정성을 제공한다.
무릎 관절의 경골 위에 앉아 뼈의 쿠션 역할을 하는 중피골과 측두골로 불리는 연골로 만들어진 C자형 구조도 두 개 있다.

## 진단

### 자가진단
대부분의 ACL 부상은 무릎을 검사하고 부상을 입지 않은 다른 무릎과 비교하여 진단할 수 있다. 무릎에 펑펑거리는 소리가 난다고 신고한 사람에서 ACL 부상이 의심되면 무릎 손상 정도를 평가하기 위해 몇 가지 검사를 수행할 수 있다. 이러한 시험에는 피벗 시프트 시험, 전방 드로어 시험 및 라흐만 시험이 포함된다. 피벗 시프트 시험은 발목을 잡고 경골 부분을 안쪽으로 살짝 돌리는 동안 무릎을 구부리는 것을 포함한다. 앞쪽 드로어 시험에서, 시험관은 무릎을 90도로 구부리고, 사람의 발에 앉고, 경련을 부드럽게 당긴다. 라흐만 테스트는 한 손은 허벅지에, 다른 손은 경골에 대고 경골은 앞으로 당김으로써 수행한다. 이 시험은 ACL이 온전한지, 따라서 경골의 전방 움직임을 제한할 수 있는지를 시험하기 위한 것이다. 라흐만 시험은 대부분의 관계자들에 의해 그 세 가지 중에서 가장 신뢰할 수 있고 민감한 것으로 인식된다.

### 의료 영상
숙련된 손의 임상시험은 정확할 수 있지만, 진단은 대개 무릎 주위의 인대나 연골 같은 연조직의 이미지를 제공하는 자기공명영상화에 의해 확인된다. 또한 수성 또는 부대 인대와 같이 우연하게 관련되었을 수 있는 다른 구조물의 시각화를 허용할 수 있다. 부상 중 무릎 관절의 뼈 중 하나가 부러졌는지를 평가하기 위해 X선을 추가로 수행할 수 있다.
MRI는 아마도 ACL의 상태를 진단하는데 가장 많이 사용되는 기법일 것이다. 그러나 그것이 항상 가장 신뢰할 수 있는 기술은 아니다. 부상 후 조인트를 채우는 혈액에 의해 ACL이 가려질 수 있기 때문이다.
물리적 검사와 MRI가 확실하지 않은 경우 사용할 수 있는 또 다른 형태의 평가는 다리에 힘을 가하고 무릎 변위를 정량화하는 것과 관련된 이완측정 시험(즉, 관절측정학 및 스트레스 영상촬영)이다.

### 분류
인대의 부상은 스프라이드라고 불린다. American Academy of Orthopedic Surgeons는 중증도 측면에서 ACL 부상을 정의하고 이를 1등급, 2등급 또는 3등급으로 분류한다. 1급 주기는 인대가 약간 늘어났지만 무릎 관절의 안정성은 영향을 받지 않을 때 발생한다. 2급은 인대가 느슨해질 정도로 늘어나면 발생한다. 이것은 부분적인 찢김이라고도 한다. 3급은 인대가 두 조각으로 완전히 찢어지고 무릎 관절이 더 이상 안정적이지 않을 때 발생한다. 이것은 ACL 부상의 가장 흔한 유형이다.
ACL 부상의 약 절반은 무릎의 다른 구조물에 대한 부상과 함께 발생하며, 여기에는 다른 인대, 수두 또는 뼈 표면의 연골이 포함된다. 불행한 3중창(unappy triad)이라고 불리는 부상의 특정 패턴("불행한 3중창" 또는 "O'Donohueue의 3중창"은 ACL, MCL 및 중공에 부상을 포함하며, 발이 바닥에 고정된 상태에서 횡력을 가할 때 발생한다.

## 예방
비접촉 ACL 부상 감소에 대한 관심이 심했다. 국제올림픽위원회는 예방전략을 종합적으로 검토한 후 부상 예방 프로그램이 부상자 감소에 측정 가능한 영향을 미친다고 밝혔다. 이러한 프로그램은 특히 남자 선수보다 ACL 부상 발생률이 높은 여자 선수와 두 번째 ACL이 찢어질 위험이 높은 어린이와 청소년에게 중요하다.
연구자들은 여성 선수들이 무릎이 비교적 곧게 착지하고 대부분의 체중을 한 쪽 발에 올려서 상체가 한쪽으로 기울어지면서 종종 무릎의 인대에 과도한 부담을 주어 ACL 찢어질 가능성을 증가시킨다는 것을 발견했다. 이러한 요인에 대응하고 적절한 착지 기술을 강조하기 위해 신경근육(NMT)을 수행하는 것은 특히 젊은 여자 선수에게 ACL 부상의 위험을 줄일 수 있다는 증거가 있다.

## 치료
ACL 파열에 대한 비수술적 치료("보수 관리"라고도 함)는 움직임이 활발하지 않거나, 잘리거나 뒤틀리는 운동에 참여하는 개인에 대해 제안되며, 물리적 치료와 경첩이 있는 무릎 보호대 사용을 포함한다. 관절 손상, 월경 또는 기타 인대 손상과 같은 무릎 부상을 입은 선수나 개인에게 수술은 일반적으로 권장된다.
찢어진 ACL은 수술 없이 치유되지 않는다(즉, 찢어진 조각이 기능 인대를 형성하기 위해 다시 결합되지 않는다). 그러나 무릎이 걸을 수 있을 정도로 안정적이고 개인이 높은 수준의 활동에 참여하지 않는다면 의사들은 수술보다는 치열 교정과 물리치료를 권할 것이다.
ACL이 찢어지는 즉시 RICE 모델을 시작해야 한다. 정지, 2시간마다 15-20분 동안 얼음, 압축 및 고도. 이 과정은 부기를 줄이고 고통을 줄이는 데 도움을 준다. 무릎의 불안정성을 보호하기 위해 가새를 사용할 수 있으며, 무릎이 치료되는 동안 중량을 예방하기 위해 목발을 사용할 수 있다. 붓기가 내려가면서 무릎의 기능을 회복하고 주변 근육(햄스트링, 쿼드)을 강화해 근육이 찢어진 인대를 보상하고 무릎의 안정성을 높일 수 있다.

## 수술
ACL 재구성 수술은 찢어진 ACL을 다른 소스에서 가져온 힘줄인 "자루"로 대체하는 것을 포함한다. 기프트는 환자("자동기동") 또는 시체("알고그래프트") 중 하나에서 캐더텔라 힘줄, 햄스트링 힘줄, 사분지 힘줄에서 채취할 수 있다. 이식술은 새로운 인대 조직이 자라게 하는 발판 역할을 한다.
수술은 관절경이나 무릎에 작은 카메라를 삽입하고, 수술 기구를 삽입하기 위해 무릎 주변에 작은 절개들을 추가해서 행해진다. 이 방법은 침습성이 적고, 수술로 인한 통증이 적고, 병원에 있는 시간이 단축되며, "열린" 수술보다 회복 시간이 더 빠른 것으로 입증되었다.
ACL 재구성 시점은 논란이 되어왔는데, 일부 연구는 수술이 부상 후 즉시 시행되었을 때 더 나쁜 결과를 보여주고, 다른 연구들은 수술이 지연되었을 때와 비교했을 때 수술이 즉시 시행되었을 때 어떤 결과도 차이를 보이지 않는다. 미국 정형외과 전문의협회(American Academy of Orthopedic Surgeons)는 환자의 기능을 개선하고 무릎 부상을 방지하기 위해 5개월 이내에 ACL 재구성이 이루어져야 한다는 지침을 뒷받침할 수 있는 적절한 증거가 있다고 밝혔으나, 수술의 최적 시기를 결정하기 위한 추가 연구가 필요하다.d 타이밍이 임상 결과에 미치는 영향을 더 잘 이해할 것.

### 재활원
ACL 부상 후 재활의 목표는 무릎 힘과 운동을 회복하는 것이다. ACL 부상이 있는 사람이 수술을 받는다면, 재활 과정은 먼저 관절 운동 범위를 천천히 증가시킨 다음, 새로운 인대를 보호하고 무릎을 안정시키기 위해 주변 근육을 강화하는 데 초점을 맞출 것이다. 마지막으로, 특정 스포츠에 필요한 활동에 특정한 기능 훈련을 시작한다. 선수가 수술 후에 스포츠로 복귀하는 데는 6개월 이상이 걸릴 수 있는데, 이것은 두 번째 부상을 막기 위해 균형을 되찾고 무릎을 제어하는 것이 중요하기 때문이다.

## 예후
ACL 부상의 예후는 많은 사람들이 다친 다리의 기능을 몇 달 안에 회복하는 것으로 일반적으로 좋다. ACL 부상은 경기 선수에게 경력의 종말 부상이었지만, 최근 몇 년간 물리 치료를 따른 ACL 재구성 수술로 많은 선수가 부상 전 수준으로 복귀할 수 있었다.
ACL 부상의 장기 합병증은 무릎 조기 관절염 및 인대 재도장을 포함한다. 관절염 위험을 증가시키는 요소들은 초기 부상의 심각성, 무릎의 다른 구조물에 대한 부상, 그리고 치료 후의 활동 수준을 포함한다. ACL에 눈물을 복구하지 않으면 찢어진 ACL에서 경골과 대퇴골이 서로 마찰할 가능성이 더 높기 때문에 무릎 내부의 연골이 손상될 수 있다.
안타깝게도, 젊은 여자 선수들은 회복 후 수리된 ACL을 다시 열거나 다른 무릎에서 ACL을 찢을 위험이 크다. 이 위험은 어린 선수 4명 중 거의 1명으로 기록되어 왔다. 그러므로, 운동선수는 스포츠로 복귀하기 전에 신경근육 결손(즉, 한쪽 다리의 약점 또는 잘못된 착지 형태)을 검사해야 한다.

## 역학
미국에서는 매년 약 20만 건의 ACL 부상을 입으며, 연간 10만 건이 넘는 ACL 재구성 수술을 받는다. 95% 이상의 ACL 재구성이 외래 환자 설정에서 수행된다. ACL 재구성 중에 수행되는 가장 일반적인 절차는 부분적 절제술과 경막절개술이다.
젊은 운동 선수들, 고등학교 운동선 수들은 다른 선수들과 비교했을 때 ACL 부상을 입을 위험이 높다. 이 위험은 특정 유형의 스포츠에 따라 증가한다. 고등학교 여학생들 사이에서 ACL 눈물 위험이 가장 높은 스포츠는 축구, 농구, 라크로스가 그 뒤를 잇는다. 소년들에게 있어 가장 위험한 스포츠는 농구였고, 그 다음으로 라크로스와 축구였다.
어린이와 어린 선수는 ACL 부상 후 조기 수술 재건을 통해 도움을 받을 수 있다. 찢어진 ACL을 조기에 수술로 재구성한 젊은 선수들은 수술 지연이나 비수술적 치료를 받은 선수들에 비해 이전 수준의 운동 능력으로 복귀할 가능성이 더 높다. 조기 수술을 받으면 무릎 불안감이 덜해진다.